# Ryan Held
Pour les articles homonymes, voir Held.
Ryan Held est un nageur américain né le 27 juin 1995 à Springfield (Illinois). 

## Carrière
Il remporte la médaille d'or du relais 4 × 100 mètres nage libre aux Jeux olympiques d'été de 2016 à Rio de Janeiro avec Caeleb Dressel, Michael Phelps et Nathan Adrian.
Il fait partie du relais 4 × 100 m nage libre américain médaillé de bronze aux Championnats du monde de natation 2023 à Fukuoka.

## Palmarès

### Jeux olympiques
- Jeux olympiques d'été de 2016 à Rio de Janeiro :
  -  Médaille d'or du 4 × 100 m nage libre.
- Jeux olympiques d'été de 2024 à Paris :
  -  Médaille d'or du 4 × 100 m nage libre.

### Championnats du monde en grand bassin
- Championnats du monde de natation 2022 à Budapest :
  -  Médaille d’or du 4 × 100 m nage libre.
  -  Médaille d’argent du 4 × 100 m quatre nages.
  -  Médaille de bronze du 4 × 100 m nage libre mixte.
- Championnats du monde de natation 2023 à Fukuoka :
  -  Médaille de bronze du 4 × 100 m nage libre.

### Championnats du monde en petit bassin
- Championnats du monde de natation en petit bassin 2018 à Hangzhou :
  -  Médaille d'or du 4 × 50 m nage libre.
  -  Médaille d'or du 4 × 100 m nage libre.
  -  Médaille d'or du 4 × 100 m quatre nages.
  -  Médaille d'or du 4 × 50 m nage libre mixte.
  -  Médaille d'argent du 4 × 50 m quatre nages.
- Championnats du monde de natation en petit bassin 2021 à Abou Dabi :
  -  Médaille d'or du 4 × 200 m nage libre.
  -  Médaille d'or du 4 × 50 m quatre nages.
  -  Médaille d'argent du 50 m nage libre.
  -  Médaille d'argent du 100 m nage libre.
  -  Médaille d'argent du 4 × 100 m quatre nages.
  -  Médaille de bronze du 4 × 100 m nage libre.

### Universiade
- Universiade d'été de 2017 à Taipei
  -  Médaille d'or du 100 m nage libre.
  -  Médaille d'or du 4 × 100 m nage libre.
  -  Médaille d'or du 4 × 100 m quatre nages.